# Žerotínský pomník s erbem
Žerotínský pomník s erbem je pískovcový pomník nalézající se na místě, kde v 16. století stával bývalý bratrský kostel svatého Jana Křtitele v zahradě nynějšího domu čp. 100 na Žerotínově ulici v městě Brandýs nad Orlicí v okrese Ústí nad Orlicí. Pomník je od roku 1958 chráněn jako nemovitá kulturní památka ČR.

## Historie
Kamenný pomník připomíná majitele panství Brandýs nad Orlicí v 16. století – rod Žerotínů, kteří na svém panství podporovali Jednotu bratrskou a nechali vystavět a rozšířit bratrský kostel. Pomník údajně leží poblíž někdejší žerotínské hrobky, odkud byly ostatky v roce 1842 přeneseny do Bludova na Moravě. 

## Popis
Pískovcový Žerotínský pomník s erbem se nalézá v zahradě domu čp. 100 v Žerotínově ulici přístupné po pískovcovém schodišti s ozdobnou kovovou mříží. 
V zahradě na betonovém podstavci stojí hranolový sokl zakončený nahoře profilovanou římsou a po stranách ozdobený rámečky. 
Na římse stojí pískovcový kvádr, jehož čelní strana je ozdobena nápisem: „Z KOSTI PŘEDKU KLIDITI BUDE PILNY KWĚT OTCINY ROZKOSSNE OWOCE“. 
Na kvádru stojí osmiboký, nahoru se zužující pylon zakončený kruhovou kanelovanou hlavicí s koulí, na níž stojí nádoba. Čelní strana pylonu je ozdobena reliéfem žerotínského erbu.
Pomník prošel v roce 2014 celkovým restaurováním.